# Павле Ритер Витезовић
Павле Ритер Витезовић (Сењ, 7. јануар 1652 − Беч, 20. јануар 1713) био је барокни хрватски књижевник, песник, картограф, дипломата, национални радник и члан Хрватског сабора. Учесник је у сукобима против Османлија и један од представника Беча у Марсељијевој дипломатској комисији која је имала задатак да утврди нове границе између Хабзбуршке монархије, Млетачке републике и Османског царства, која је формирана након мира у Сремским Карловцима 1699. и велике победе Хабзбурга над Османлијама.
Иако немачког порекла, својим политичким деловањем кроз програматско-пропагандне списе попут Оживљене Хрватске (Croatia Rediviva), као и својим положајем у Хабзбуршкој држави, одиграо је велику улогу у формирању хрватске националне свести и оставио утицај на будуће хрватске политичаре и књижевнике попут Анта Старчевића, Људевита Гаја и Еугена Кватерника. Том приликом, разрадио је идеје илиризма по којима су Словени заправо Илири, и на темељима тога све Словене прогласио Хрватима, док је границе хрватске територије одредио на широко подручје од Црног мора до Алпа, чиме је поставио темељ великохрватске идеје. Захваљујући овом политичком раду, постао је историчар и дворски саветник Хабзбуршког цара Леополда I.

## Биографија
Рођен је 7. јануара 1652. године у Сењу, од оца Антуна Ритера, граничарског официра и мајке Доротеје, рођене Лучкинић, сењске племкиње. Антун Ритер је био немачког порекла, чија је породица потицала из провинције Алзас.
Витезовић се првобитно школовао у Сењу, а након тога одлази у Загреб, где похађа језуитску гимназију. Школовање у гимназији прекида након завршеног шестог разреда и одлази у Рим, где упознаје познатог хрватског историчара Ивана Лучића. Тамо остаје неколико година и није познато шта је у то време радио, нити постоји било какав писани траг који је оставио током боравка. Након тога, одлази у Вагензбург у Крањској, где 1676. године почиње да стиче бакрорезачке вештине и да сарађује са словеначким историчарем Јанезом Вајкардом Валвасором (Johann Weikhard Valvasor) који му буди интересовање за историјом и неко време служи на дворцу кнеза Ауерсперга.
Рад започиње 1677. године расправом о хрватском роду Гушића за кога је тврдио да су пореклом од римског племства. Ову расправу објављује 1681. године, заједно са збирком песама у којима је хвалио загребачког каноника Александра Микулића. Исте године постаје и сењски посланик за Угарски сабор у Шопрону, који је трајао годину дана, на коме је успео да одбрани интересе хрватског племства и Сењана. Сабор је закључио цар Леополд I, када му се Витезовић захвалио песмама које је написао за ту прилику о Угарској, Хрватској и Славонији, у којима изражава жаљење што цар није под својом контролом имао и целу Далмацију, као и то, да ће иста ускоро освојена од Османлија и Млечана.
Први значајнији политички успех постиже 1683. године када је обезбедио да се граду Сењу јамче права којима је град био заштићен од самовоље тадашњег сењског капетана Херберштајна. Исте године, одлази на школовање у Беч, где се бавио математиком, географијом и астрономијом. Тада објављује и своје прво значајније дело Одиљење сигетско, у коме преводи своје немачко презиме са Ритер у хрватско Витезовић.
Због израженог интересовања и успеха које је постигао у свом политичком раду, 1686. именован је за агента на бечком двору и у угарској канцеларији, где је заступао интересе хрватског племства. Носилац је и више титула, попут златни витез, насловни поджупан Лике и Крбаве, као и барона. Након повратка из Беча, од 1690. године борави у Загребу, где се највише бавио културом. Хрватски сабор му је захваљујући деловању загребачког каноника Микулића, 1694. године поверио вођење Земаљске штампарије у Загребу, која је била прва штампарија у банској Хрватској. У њој је штампао и нека своја дела, попут О жртвеницима и огњиштима Илира (Des aris et focus Illyriorum). Једно време је писао под псеудонимом Љубoмир Зеленлуговић.
Учествује у борбама против Османлија, у табору бана Николе Ердогија (Nikola Erdogy), када је именован као капетан пуковније грофа Рикјардија (Ricciardi). Након победе над Османлијама и склапања Карловачког мира 1699. године, у служби грофа Луиђија Фердинанда Марсиљија, као преставник хрватског племства, учествовао је у комисији за одређивање нових граница између Хабрзбуршке монархије, Османског царства и Млетачке републике.
Убрзо након тога објављује своје најозбиљније политичко дело Оживљена Хрватска, које је посветио цару Леополду I. Управо због тога, али и дотадашњег политичког рада, Витезовић оставља позитиван утисак на бечком двору и 1701. године напредује у служби. Тада израђује највећи број својих радова, а цар Леополд I га проглашава дворским саветником и историчарем. Након пар година, због нових ратних сукоба, интересовање бечког двора за решавање хрватског питања опада захваљујући политици незамерања Млечанима.
У пожару који је избио 1706. године, изгореле су му штампарија и кућа, као и један мањи број његових рукописа. У том периоду улази у жестоке сукобе са појединцима из локалног племства који су га оптуживали да им дугује новац. Због губитка имања у Шчитарјеву које је закупио и наводно уништио, као и због подигнутих оптужби због дугова, Витезовићу на крају одузимају штампарију и додељују је Јакову Вјенцеславу Хајвелу (Heiwel). Због наведених оптужби и атмосфере у Загребу, Витезовић бежи за Беч, где му Јозеф I, наследник цара Леополда I, помаже одлагањем плаћања пресуђених дугова. Тамо, уз широку остварену коресподенцију на латинском језику, добија нову грађу те пише дела попут Заробљена Босна (Bossna captiva), док нека дела попут Откривене Србије (Serbia Illustrata) није стигао да објави.
Витезовић је умро у Бечу 20. јануара 1713. године. Након његове смрти, у Загребу су његови поклоници убрзо прикупили сва Витезовићева дела и рукописе и дали их загребачкој надбискупији и Академији, чиме је његов рад сачуван од заборава.

## Витезовићев рад
Да би се разумео његов целокупан рад, потребно је прво схватити контекст у виду времена и државе у којој је живео, као и догађаје који су тада били актуелни.

### Историјски контекст

#### Општа ситуација
Витезовић је живео у Хабзбуршкој монархији, империјалној творевини која је тада извојевала велику победу у рату са Османлијама, ратом који је завршен Карловачким миром 1699. године. Том победом Хабзбуршка монархија је постала нова сила на подручју југоисточне Европе. Економску сферу те државе одликовао је меркантилизам, а основна одлика политичке сфере била је апсолутизам и владавина цара Леополда I Игњација. У културној сфери је тада владао барок, чије се одлике примећују и у Витезовићевом раду, а у религијској сфери је уз барок повезана и снажна противреформација Римокатоличке цркве. Захваљујући противреформацији и пропаганди, локално свештенство Римокатоличке цркве је имало велики утицај на друштво Хабзбуршке Хрватске у којој је живело. Национални идентитет је највише имао изражаја у високом племству и свештенству. У политичкој сфери, од великог утицаја на друштво имала је побуна дела хрватског и мађарског племства, тзв. Зринско-франкопанскa завера, која је код Хазбуршке монархије тада урушила поверење те је морало доћи до елиминисања и пада тих хрватских великашких породица. Ипак, Хазбуршка монархија је наставила сарадњу са остатком хрватског племства, јер се исто добро показало у ратовима и победи против Османлија, што је приближило ову монархију Балканском полуострву и дало статус нове силе на том подручју.

#### Зачеци илиризма
Као битан елемент времена у коме је Витезовић живео мора се истаћи илиризам који је владао у градовима млетачке Далмације и у Хабзбуршкој монархији. Под утицајем хуманизма и ренесансе из 15. и 16. века су у Европи оживела интересовања за историјске догађаје и порекло народа, а током времена су се развиле многе теорије о пореклу. Тиме је, на пример, становништво данашње Италије почело да се везује за стари Рим, што ће подстакнути ауторе попут Николе Макијавелија и других њихових хуманиста да се баве идејом уједињења Италије. Са друге стране, у римокатоличким приморским градовима се становништво романског порекла у време ренесансе под утицајем већинских Словена увелико словенизовало. Под утицајем италијанске ренесансе, у тим градовима је током 15. века почела да се јавља идеја илиризма. Темељила се на накнадном тумачењу античке прошлости путем везивања порекла за античке Илире и римску провинцију Илирик.
Првобитно несловенски, илиризам се врло брзо претвара у панславизам захваљујући раду доминиканца Винка Прибојевића (Vincentinus Pribevo) са Хвара, који је Словене прогласио за потомке Илира у свом политичком говору који је записан и одштампан као Oratio de origini successibusque Slavorum у Венецији 1532. године. Прибојевић је изнео измењену верзију легенде о Леху, Чеху и Русу. Изворно, према Великопољској хроници из 13. века, панонски кнез Пан је имао три сина, Леха, Чеха и Руса, који су се одсеили у Пољску, Чешку и Русију и тамо основали своје земље. Прибојевић је, да би увео аутохтоност Словена на Балкану, навео да су та браћа дошла са подручја Далмације.
У то време, у приморским градовима је почела да се јавља идеја илирског језика у виду потребе за кодификацијом и формирањем заједничког језика јужних Словена, чему је допринео и Прибојевићев рад. Идеју оваквог уједињавања јужних Словена кроз илиризам Ватикан је из више разлога институционално подстицао зарад јачања утицаја на Балканском полуострву. Први разлог се тицао претње османских освајања на том подручју. Други разлози се тичу појаве протестантизма са почетка 16. века који се ширио Европом и претио да смањи број римокатолика и угрози утицај Ватикана. Због тога, Ватикан је у више наврата сазивао Триденски сабор у периоду између 1545. и 1563. године, и започео противреформацију. Како је губитак верника на западу значио и губитак финансијских средстава које су плаћали верници, план Курије је био да то надомести покатоличавањем православних верника на истоку Европе, где су због нестанка својих средњевековних држава тамошњи верници остали без икакве заштите. Првобитно кроз Конгрегацију концила основану 1564. године, мисионарске активности су додатно појачане оснивањем Грчког (Collegium Graecum) 1577. године и Илириског колегијума (Collegium Illyricum) 1580. године у Ватикану где су се језуити и остали мисионари са подручја Далмације школовали, а затим и оснивањем Конгрегације за пропаганду вере 1622. године. Мисионарске надлежности Конгрегације концила пренете су на Конгрегацију за пропаганду вере која је тада имала за главне циљеве сповођење уније над православцима, враћање протестаната у оквире Римокатоличке цркве и ширење римокатолицизма над нехришћанским становништвом.
Главни следбеници Прибојевићевог рада били су римокатолички теолози тадашње контрареформације попут језуите и дипломате Александра Колумовића из Сплита који је током 16. века водио неуспешну дипломатску мисију од стране Млечана и Ватикана зарад формирања широке анти-османске коалиције на Балкану, а који је међу првим језуитима схватио потребу за превођењем римокатоличких литургијских књига са латинског на словенске језике, чиме би римокатолички утицај лакше зашао у  православно и муслиманско словенско становништво. Поред њега, потребно је истаћи и хрватског језуиту Бартола Кашића са Пага који је наставио пропагандно деловање Александра Комуловића и који је по налогу Конгрегације концила саставио Граматику илирског језика (Institutionum linguae illyricae libri duo) 1604. године чиме је постао његов први кодификатор, зарад чега је одустао од своје родне чакавице и прешао на штокавицу коју је сматрао погоднијом за кодификацију оваквог језика. То дело је постало уџбеник којим су се исусовци користили за пропагандне мисије на подручју југоисточне Европе. Уз њих, потребно је споменути и Јураја Крижанића, хрватског теолога из 17. века који је даље разрадио идеје илиризма, као и дубровачког бенедиктанца Мавра Орбина, са својим делом Краљевство Словена (Il Regno de gli Slavi), на које ће се Витезовић у својим радовима често позивати. У њему, Орбин ће и поред недвосмисленог описа досељавања Словена на Балкан у 7. веку, под јасним утицајем Прибојевићева, третирати Илире и друге античке народе као огранке Словена, што ће Витезовићу бити од великог значаја у развоју својих идеја изједначавања свих Словена са Хрватима.
Наведени Прибојевићев рад, као и деловање његових следбеника и Ватикана у 16. и 17. веку представљају зачетке илирског покрета, и имала су снажан утицај на Витезовића и његов даљи рад на ширењу идеја илиризма, који је примат са питања вере пребацио на питања концепције хрватског језика, културе и државе.

### Политички идеолог
Централна идеја Витезовићеве националне и научне мисли јесте његов политички програм формирања велике хрватске државе, под управом бечког двора, која би се у крајњим границама протезала на целом словенском етничком подручју, од Балтичког мора на северу, преко Алпа, до Јадранског и Црног мора на западу, југу и истоку. Овај програм је заснивао на својој тенденциозној идеји да су сви словенски народи огранци хрватског народа. Ова идеја се делимично назирала у раду Илирста пре њега. Наиме, према Витезовићевој замисли, која се темељила на раду раније споменутих Илириста, Словени су антички Илири, те Витезовић изводи закључак да су Илири заправо Хрвати. По њему, Хрвати су се са простора некадашњег Илирика проширили на споменуто широко подручје од Балтичког до Црног мора. Током времена су се издиференцирали у словенске народе који су потпали под разне друге утицаје, попут Османлија и Млечана. На пример, Словенце је називао Алпским Хрватима или Алпским Илирима. Због тога, у свом раду је давао начине и методе како би се ти народи, како је наводио, вратили на своје старо име и поново ујединили под окриљем такве велике Хрватске. На основу тога је позивао бечки двор на, како је изјављивао, ослобађање словенских народа и пројектовао крајње границе његове будуће Хрватске на споменутом широком подручју које је сматрао хрватским културним простором. Ипак, водио је рачуна о стварним могућностима бечког двора и неретко због тога мењао тренутне територијалне захтеве. То се најбоље види у његових пет значајних списа, где је у сваком износио нешто другачије државне границе: Одговор на потраживања грофа Марсиљија (Responsio ad postulate comiti Marsiglio), Хрватска (Croatia), Расправа о Краљевству Хрватске (Dissertatio Regni Croatiae), Оживљена Хрватска (Croatia Rediviva) и Краљевска илирска Хрватска или оживљена Хрватска (Regia illyriorum Croatia sive Croatia Rediviva).
На темељима овог политичког циља базирао се његов научни рад, и та идеја се прожима кроз сва његова битнија дела, попут Оживљене Хрватске и Стематографије. Окретао се ка етнографији, историји и хералдици, покушавајући да нађе упориште својим тврдњама, неретко прибегавајући фалсификовању цитата, уметањем придева хрватски, манипулацијом историјских извора, као и базирањем својих тврдњи на упитним конструкцијама, легендама и митовима, користећи се њима чак и када су међусобно искључиви, а све у сврху наведених политичких циљева. Његов начин тумачења прошлости у којој је тражио оправдања за ширење хрватске државе у оквиру Хабзбуршке монархије, позивањем на упитне границе на којима се у неком тренутку налазила средњевековна Хрватска, формирао је нешто из чега ће касније настати хрватско државно право.
У својим радовима је формулисао начине и методе за наметање хрватског имена тим народима, укључујући и називе језика. Како је све Словене сматрао Хрватима, исто тако је њихову културу и језик сматрао делом хрватске културе и варијететима илирског, односно хрватског језика. Због тога је посебан осврт давао на питању таквог хрватског језика и изнео начине на које би се тај језик реформисао, тако да обухвати и остале словенске језике, чиме би хрватски језик преузео примат над другим језицима.
Због свега наведеног, видно је да је његов рад био примарно политичке, а не научне природе. Зато се Витезовић сматра и првим идеологом Велике Хрватске,  али и првим хрватским националним мислиоцем чије су идеје о народу, границама и језику имале снажан утицај на хрватски национални покрет у 19. и 20. веку, у виду Илирског покрета Људевита Гаја и Праваша Анта Старчевића.

### Витезовићева дела и њихове карактеристике
У периоду 17. и 18. века, у коме је Витезовић живео, био је популаран жанр споменица којима се користио и Витезовић. Споменицама су се служили многобројни аутори у Хабзбуршкој монархији, чија се специфичност огладала у томе што су биле погодне за давање закључака у којима се прошлост тумачила из перспективе садашњости, а посебно тренутних политичких интереса. Захтеве за израду споменица од историчара наручују појединци који неретко дају и део грађе, односно архиве које поседују. Тиме су оне биле наручене историје, често визуелно лепе, са украшеним словима, грбовима, а често и са приказима генеалошких стабала, што је захтевало релативно мањи број страница, углавном до тридесетак.

У својим делима, Витезовић је користио велики број доступних историјских извора и података које је прикупљао на више начина. Током израде идеја у својим делима користио је песме, списе и најчешће картографију, коју је примењивао посебно код тема везаних за хералдику, а приликом штампања истих водио рачуна о њиховом изгледу. Ипак, није постигао ниво научног квалитета у тим делима, као што су то урадили његови претходници-савременици попут Ивана Лучића, Јураја Раткаја (Rattkay) или Фрање Ладања (Ladany). Разлог овоме су, између осталог, и његове тежње да манипулише изворима и доноси тенфенциозне закључке који имају намеру да потврде зацртане политичке циљеве, иако извори на то нису указивали.
Једна од битних карактеристика његовог писања је управо споменута видна склоност ка селективном одабиру извора, као и ка погрешном цитирању, конструкцији цитата и уметању речи које су му одговарале. Визетовићева склоност селективном бирању извора је највидљивија у делу Откривене Хрватске. У том делу користио је чак девет античких аутора, два франачка, шест ромејских, четири млетачка, девет италијанских, три чешка, два мађарска, четири немачка, два словеначка и петнаест хрватских аутора. Али, из разматрања начина на који их је користио, види се да је он био веома селективан. Иако су многи извори били међусобно искључиви по својим закључцима, користио их парцијално када год су ишли у прилог његовим тврдњама.
Поред тога, у његовим делима приметна је директна манипулација у виду фалсификовања цитата и арбитрарног уметања својих термина и придева. Ово се најбоље види у Оживљеној Хрватској и то у његовом односу према раније споменутом Ивану Лучићу. Размере оваквих манипулација су биле толико велике да је Витезовићеву полемику са Лучићем хрватска историчарка Зринка Блажевић назвала дискурзивним иживљавањем.
На пример, Витезовић на једном месту у Оживљеној Хрватској цитира Лучића наводећи да је Лучић написао: Стјепан, кнез тј, ‘comes’ Босне, био је постављен од хрватског краља Бодина. Међутим, Лучићев оригинални цитат је гласио: Стјепана, кнеза Босне, поставио је Бодин. Ту се јасно види да је Витезовић уметнуо придев хрватски који тамо не постоји, са циљем да то искористи као аргумент својој тези о томе како су сви Словени Хрвати. Исто је и код Бодиновог оца, где Витезовић цитира Лучића и наводи Миховил, краљ Хрвата, док је Лучић заправо навео за Миховила да је Краљ Србије.
Сличне манипулације се могу запазити и код навођења других извора, попут Константина Порфирогенита и његовог дела О управљању царством, где га у делу текста Витезовић цитира на следећи начин: Називају се пак Паганима јер нису примили крштење у доба кад су сви Склави били покрштени. Међутим, оригиналан Порфирогенитов текст је гласио: Називају се пак Паганима јер нису примили крштење у доба кад су сви Срби били покрштени, чиме се види да је Витезовић у цитату с намером избегао термин Срби.
Следећа битна карактеристика у његовим радовима била је тенденција ка проналажењу сличних етнонима античких народа са етнонимом Хрват, да би само на основу тога покушао да докаже да су Хрвати потомци тих народа. То је чинио чак и када су извори на које се позивао у ствари тврдили супротно. На пример, позивајући се на Тому Архиђакона, изједначава имена народа Курета и Корибанта са именом Хрвати, те по томе закључује да се ради о хрватском народу, све у прилог тврдњи да су Илири заправо Хрвати. Ипак, у оригиналном извору, Тома Архиђакон није навео да су Курети и Корибанти Хрвати, већ говори о томе да новопридошли Словени добијају називе по тим народима, односно њиховом подручју на коме су живели, и да је код једног дела Словена који се тамо населио тиме настало име Хрват. Дакле, Архиђакон недвосмислено говори да Хрвати нису исто што и Курети и Корибанти.
Значајан фокус у свом раду, Витезовић је давао и на упитним конструкцијама, митовима и легендама, којима је такође покушавао да докаже своје тврдње, а све у циљу успостављања новог погледа словенских народа на њихову прошлост и порекло. То је радио чак и када су митови на које се позивао били међусобно супротстављени. Тако се, на пример, у споменутој Оживљеној Хрватској позива на легенду о једном нараштају Хрвата који су под вођством неколико браће и сестара дошли на јадранско приморје. Ову легенду узима од Константина Порфирогенита који том легендом тврди да су Хрвати придошло становништво на подручје Илирика. Недуго затим, Витезовић се позива и на Прибојевићеву верзију легенде о Чеху, Леху и Меху (Русу), којом Витезовић тврди да су Хрвати аутохтони становници Илирика и да се у неком периоду прошлости део њих иселио одатле иза Дунава. Разлози за позивање на ове међусобно супротне легенде су ти, јер њима долази до интерпретације да Словени живе и у Илирику и ван њега преко Дунава, те тиме износи тврду да се ради о повратном досељању на подручје Илирика. Ту се види Орбинов утицај на Витезовића, јер Орбин алудира на сличан закључак у свом раду. А како су Словени настали управо са подручја Илирика на коме живе Илири, односно Хрвати, тиме он ову конструкцију води као прилог својој тврдњи да су сви Словени заправо Хрвати.
Последња битна карактеристика његовог рада коју треба истаћи јесте конструкција његовог вида погледа на државу и прошлост, што се може посматрати формом државноправне традиције о којој је било речи пре. Тај став комбинује са тврдњом да је Хрватска некада имала велики број кнезова и краљева попут Томислава и Звонимира, који су управљали својим земљама, чиме је код Хабзбурга подстицао осећај да је Хрватска некада била славна земља коју треба ослободити и због владавине тих владара повратити све територије Хрватској. Оваква концепција историјског права, уз претварање пансловенске идеје у хрватску, говори да је Витезовић у суштини имао за циљ да надреди хрватски идентитет свим другим словенским народима које би ослободио Беч.

### Оживљена Хрватска
Као што је речено, главно Витезовићево дело је Оживељна Хрватска, које је требало да буде само увод у његове програмске и политичке ставове, које током живота није постигао. Она је програматорско-пропагандни спис који је објавио 1700. године и представља врхунац његовог дотадашњег вишедеценијског рада. Дело је написао на латинском језику, како би било доступно бечком двору и широј публици. Кроз ово дело, приказао је споменути програм будуће хрватске државе. Спис је посветио цару Леополду I и његовом сину Јозефу I, које први пут титулира као краљеве читаве Хрватске. Због овог дела, хабзбуршки цар Леополд I га је поставио за свога саветника дворског историчара, након чега Витезовић дубље шири свој рад на подручја етнографије, језика и историје.
У духу културе тог времена, дело почиње тако што даје ласкаве епитете Леополду I и његовом сину Јозефу I. У уводу износи преглед тема и каже да ће се прво позабавити историјско-правним питањима, као и географским обележјима његове, како је називао, земље Хрвата. Након тога, бави се питањима граница те будуће велике Хрватске, где износи закључак да се и сама Аустрија може сматрати хрватском покрајином.
У наставку, готово половину овог дела посвећује опширној полемици са споменутим Иваном Лучићем. Главне полемике биле су питање Далмације коју је Визетовић сматрао вештачком, а сам термин Далмација застарелим, као и питања о пореклу Хрвата и осталих Словена. Наиме, у делу О Краљевству Далмације и Хрватске (1666) Лучић је дао детаљан историјски приказ стања од времена римске провинције Далмације до насељавања Срба и Хрвата и формирања њихових држава. Према Лучићу, након доласка на југоисток Европе, Срби формирају Неретљанску, Захумље, Травунију, Дукљу, Босну и Рашку, док западно Хрвати формирају своје државе. Приморски градови у којима живе Римљани, односно Романи, још увек остају делимично изван словенског утицаја и према Лучићу представљају остатке праве Далмације. Тако је, на пример, Лучић за сам град Дубровник навео да је ромејски, али да је са свих страна окружен Србима. Овакав Лучићев поглед на Далмацију Витезовићу је био проблематичан због раније исказаног илиризма на коме је базирао свој рад и програм. Иза овога се крије и политички проблем везан за Витезовићеве идеје освајања млетачке Далмације од стране хабзбуршког цара и припајања исте Хрватској. Зато је Витезовић погрешно оптуживао Лучића да Романе сматра прецима Млечана, односно досељеним Римљанима, иако је Лучић Романе сматрао романизованим Илирима. Тиме је Витезовић сматрао да Лучић Млечанима нуди аргументе за задржавање Далмације и тако показао да суштински није ни разумео Лучићев рад.

На крају, свој спис Витезовић завршава поделом његове велике Хрватске на Северну и Јужну, где је за границу између њих прогласио реку Дунав. Северну Хрватску је поделио на Венетску, Сарматску и Мађарску, док је Јужну поделио на Белу Хрватску и Црвену Хрватску. Под Белом је подразумевао територије - Приморске, Средишње и Међуречне и Алпске Хрватске, што заправо одговара подручју Далмације, Хрватске,Славоније и Словеније данас. Под Црвеном Хрватском је подразумевао простор Србије, Македоније и Бугарске, као и Одризију, што се односило на Румунију.
Оживљена Хрватска је у књизи одрађена са великом пажњом на визуелне елементе и изглед слова. У опису догађаја користио је и песме, те се у уводној песми Monitio ad Prodrum, спеваној у девет елегијских дистиха показао и као одличан песник. Његов циљ је био да овим делом упозна, како је изнео, илирске народе и да их подстакне да му пошаљу грбове и другу грађу коју поседују, желећи да и те ентографске елементе уклопи у своје дело Оживљена Хрватска. Међу визуелним елементима треба истаћи и Витезовићев картографски рад који је од раније познавао, радећи у Марсељијевој Комисији за разграничење.
Оживљена Хрватска је постала темељ на основу којег је одрадио остала дела, попут Стематографије грбова илирског народа (у пуном имену, Stemmatografia sive armorum Illyricum delineation description et restitution, 1702), Bosnia Captiva (1712), као и других дела која није стигао да објави, попут Serbia Illustrata и Lexicon Latino-Illyricum.

### Хералдика и генеалогија
Витезовић се бавио и науком о пореклу породица, именима и презименима људи – генеологијом и проучавањем грбног знамења и порекла истих – хералдиком. Међутим, и у том истраживању, неретко је фалсификовао порекло презимена и народа, као и њихове грбове. Један од примера је Trophaeum nobillissimae domus Estorasianae, коју је фалсификовао и одрадио по поруџбини извесног Пала Естерхазија.
Његово значајније дело из области хералдике је Стематографија из 1702. године, у којој је бавио пореклом илирског народа – по њему Хрвата. У њој је прикупио и изнео 56 грбова са подручја Хрватске, Србије, Пољске и других територија на којима је, како је тврдио, живео хрватски народ, као и поједине римске. Књига садржи, како и стварне грбове, тако и фиктивне, укључујући и оне којима није могао да одреди припадност.
Са друге стране, због објављених радова и намера које је истакао око питања хрватског идентитета, ово дело је подигло узбуну у српском свештенству. Захваљујући интервенцији српског сликара и бакрорезца Христофора Жефаровића и српских црквенодостојника дошло је до израде српске копије, односно донекле измењене верзије овог дела. У српском препису овог дела ушао је и Витезовићев грб Трибалије са стрелом прободеном свињском главом, који је Витезовић видео са ранијих грбова и накнадно га приписао Трибалима. Тај грб ће остати у националној иконографији Срба и касније, током 19. века. Његов хералдички рад ће имати утицај на националну иконографију у 19. веку не само у Србији, већ и Бугарској и Румунији, већ и у модерном времену, јер је у Стематографији Витезовић приказао симбол окретнутог полумесеца са шестокраком звездом, који је узео као грб његове Илирије, односно Хрватске. Тај грб ће преузети касније Људевит Гај, а он ће ући и у грб модерне Хрватске државе након 1991. године.

### Лексикографски рад
За разлику од осталих дела, Витезовићев лексикографски рад је мањим делом сачуван. Дела је писао на латинском, али и хрватском и то на чакавици. Тежио је томе да се Хрвати његове концепције, врате ка глагољици као и ка униформисању писма којима су се они користили. Својим решењима везаним за језик и писмо, утицао је на Људевита Гаја и Илиристе. Најзначајније лексикографско дело му је Lexicon Latino-Illyricum.

## Утицај на хрватско национално питање
Главна тема Витезовићевих дела било је хрватско национално питање, те се он сматра првим хрватским националним идеологом.
Витезовић је имао видан утицај на формирање хрватске нације и хрватског књижевног језика. Тако је, Фердо Шишић, хрватски историчар и политичар из прве половине 20. века, прогласио Витезовићеву Оживљену Хрватску за Библију хрватске националне политике у 19. веку, док му хрватски историчар Вјекослав Клаић посвећује књигу Живот и дјела Павла Ритера Витезовића, штампану уочи Првог светског рата 1914. године у Загребу.

### Државноправна традиција
Витезовић ће својом концепцијом државноправне традиције, односно историјског права на неку територију коју је у одређеном временском периоду држао хрватски кнез или краљ, а која се огледала и у крилатицама попут крунисаних земаља краља Томислава и Звонимира, имати велики утицај на будуће хрватске националне раднике, попут праваша као што су Анте Старчевић и Еуген Кватерник. Осим на њих, таквом концепцијом ће се користити и хрватски надбискуп Јосип Јурај Штросмајер, политичари попут Стјепана Радића, али и хрватски нацисти у Другом светском рату у виду Усташког покрета. У комбинацији са државноправном традицијом, на изградњу модерне хрватске нације ће утицати и његове конструкције погледа на заједничку прошлост, културу и језик, односно његов панкроатизам којим је покушао хрватски идентитет да наметне свим другим Словенима, које је сматрао Илирима, и тиме огранцима хрватског народа.

### Модерни хрватски језик
Витезовић се посветио и питању језика свих Словена, те је инсистирао да се уместо имена Словен, користи име Илир које је по њему синоним за Хрват. Тада је давао и предлоге на који начин би се хрватски језик његовог времена реформисао и поставио доминантним наспрам других језика. Управо на Витезовићевом третирању имена  Илир и његовом приступу језику, служили су се и Андрија Качић Миошић, као и представници Илирског препорода попут Јанка Драшковића и Људевита Гаја, који су прихватили његове идеје. Миошић се често користио Витезовићевим делима и методологијом, а сматрао га је за поузданим извором.
Као хрватског Илирца треба посебно истакнути управо Гаја, такође по оцу немачког порекла, који преузима Витезовићеву идеју хрватске државноправне традиције, формирња националне свести и темеље језичке реформе. Гај је сматрао Хрвате и остале Јужне Словене попут Срба истим народом и третирао имена ових народа као синониме за заједничко етничко име Хрвата. Као резултат рада Гаја и осталих хрватских Илириста, у хрватски књижевни језик је ушло и штокавско наречје ијекавског изговора, којим се користе Срби. Треба истаћи и да је Антун Торкат Брлић 1848. године забележио да је Гај изјавио: Витезовићева мисија је готова, сада остаје Људевитова.

## Однос према Србима
Витезовић је Србе је прогласио делом хрватског народа, док је простор Србије третирао као део његове Црвене Хрватске. Због тога што је био један од ретких хрватских националних радника који није био део свештенства, питања вере га нису превише оптерећивале, те је главни фокус дао на изучавању српске културе и историје.
У свом рукопису је оставио сачувано дело Откривена Србија (Serbia Illustrata) које због смрти није стигао да објави, у коме је веома ласкаво говорио о Србима и њиховим ратничким способностима, и у њима видео будуће ослободиоце остатка Витезовићеве пројектоване велике државе. На раду за Откривену Србију сарађивао са појединим свештеницима Српске православне цркве, којима је било у интересу да се Срби боље прикажу, у нади да ће и кроз такво деловање поправити свој положај. У складу са његовим дискурсом о Хрватској, током времена су Хрвати, односно Словени, добијали различите називе из којих су настајала посебна племена. Даље, Витезовић наводи да су Срби као племе пореклом са Сибира и да су то подручје заузели руски цареви. Затим наводи егзодус са тог подручја, где су се Срби, под различитим именима, доселили у Илирик  и пре времена о коме говори Порфирогенит, те да су ту основали државу Трибалију, на подручју некадашње римске провинције Дарданије. Са друге стране,Срби су продрли све до подручја некадашње Германије. Као један од мотива конструкције оваквог дискурса који није најбоље усагласио са свим стварима које је износио раније, је и тај што је Јосип I одлучио да обустави политику његовог оца око припрема за ширење Хабзбуршке монархије на исток, због Рата за шпанско наслеђе (1701—1714), док је са друге стране у Русији почео да јача Петар Велики. због свега овога, Витезовићу било потребно да се обрати пажња и на Русе и да се испроба покушај својеврсног политичког инвестирања у православни елемент на Балкану, због чега је улазио у расправе са појединцима у Бечу.
Због тога, осим у теоријском политичком и научном раду, његов однос се може видети и у практичном деловању у служби бечког двора према Српској православној цркви и Србима уопште. У време сеоба Срба 1690. године, велики део српског народа и представници Српске православне цркве нашли су се на подручју Хабзбуршке монархије, чиме је број Срба тамо порастао. За разлику од односа Ватикана према Српској православној цркви који се огледало у илиризму, који је, на пример, користио барски надбискуп и Примаса Краљевства Србије Андрије Змајевића са циљем приближавања две религије и стварања уније, илиристичко деловање према Српској православној цркви је имао и Витезовић, али сада у име Бечког двора. Циљ тадашњег бечког двора је била интеграција српске заједнице у хабзбуршку средину, посредством илиризма. Са друге стране, представници Српске православне цркве, као једини представници српског народа, покушали су да се прилагоде новом подручју покушавајући да опонашају друге народе у одбрани својих права. Осим тога, у Витезовићево време се појављује и гроф Ђорђе Бранковић који је покушао својим деловањем, а у служби бечког двора, да преокрене споменути илиризам у корист Срба, позивајући се у свом раду на фиктивно Илирско царство са киме је покушао да идентификује Српско царство, док је себе прогласио за потомке тих илирских владара. По узору на Витезовића, таквим деловањем желео је да допринесе да Срби од бечког двора добију што бољи положај, јер би заузврат бечко освајање Балкана било у Бранковићевој концепцији заправо ослобађање споменутог царства, које би се тада нашло под бечком круном, што би Србима дало бољу позицију. Незадовољни Бранковићевим резултатом на терену, бечке власти ће га сместити у кућни притвор 1689. године, што га ипак неће спречити да настави свој рад. Како Бранковићеви циљеви нису били у складу са Витезовићевом концепцијом хрватске идеје, Витезовић ће од почетка Бранковићевог деловања улазити у сукобе са њим, чак се користећи и не превише добрим односима Бранковића са једним делом свештенства у Српској православној цркви. Тиме је уједно и ојачао своје деловање према њој. А управо око питања положаја Српске православне цркве се даље може видети Витезовићев практичан рад. Витезовић је суштински био творац нове црквене аргументације којом се Српска православна црква сада користила позивањем на магловиту "традицију" Прве Јустинијане. Овакву "традицију" је поставио сам Ђорђе Бранковић, али се за то користио управо Витезовићем, односно његовим државно-правним и "црквеним" аргументацијама. Као последицу ове нове аргументације, српски патријарх у том периоду почиње делимично да прихвата илиризам и његов начин позивања на античку прошлост, те након 1690. године почиње да се потписује као патријарх Источног Илирика, а 1698. године у споменици наводи и Арсеније, архиепископ и патријарх Источне цркве Прве Јустинијане. Ипак, постепено увиђавши сврху Витезовићевог рада, као и његових списа и дела, патријарх и свештенство почињу да показују опрез и благо дистанцирање према Витезовићевом деловању и илиризму, што се видело и у реакцији дела српског свештенства на Витезовићеву Стематографију.

## Дела
На латинском:
- Apographum ex Joanne Lucio (1681)
- Novus Skenderbeg (1682)
- Nova Musa (1683)
- Anagrammaton liber primus (1687)
- Croatia rediviva (1700)
- Stemmatographia sive armorum Illyricorum delineatio, descriptio et restitutio (1701)
- Stemmatographiae Illyricanae liber I. Editio nova auctior (1702)
- Plorantis Croatiae saecula duo (1703)
- Bossna captiva (1712)

На хрватском:
- Odiljenje sigetsko (1684)
- Priričnik aliti razliko mudrosti cvitje (1703)
- Kronika aliti spomen vsega svieta vikov (1696)
- Lado horvacki iliti Sibila (1701)
- Zoroašt hervacki (1695-1705)

Необјављени радови:
- Banologia
- Sive de banatu Croatiae
- Serbia illustrata
- Lexicon Latino-Illyricum